# Uitgeverij Ontwikkeling
Uitgeverij Ontwikkeling was een Vlaamse uitgeverij in Antwerpen, opgericht in 1923. In het begin waren onder andere Camille Huysmans en Willem Eekelers beheerders van de samenwerkende maatschappij. Samen met drukkerij Excelsior ging Ontwikkeling op 14 juli 1978 failliet, met een gezamenlijk tekort van 800 miljoen Belgische frank (bijna 20 miljoen euro). Tot die tijd gaf de uitgeverij onder andere Volksgazet, een Vlaamse socialistische krant, en het Nieuw Vlaams Tijdschrift uit.